# Jedlicze
Jedlicze – miasto w województwie podkarpackim, w powiecie krośnieńskim, położone nad rzeką Jasiołką. Siedziba gminy miejsko-wiejskiej Jedlicze. Miasto znajduje się w zachodniej części Kotliny Jasielsko-Krośnieńskiej, będącej centralną częścią Dołów Jasielsko-Sanockich. Jedlicze leży w dawnej ziemi sandomierskiej historycznej Małopolski, położone było w powiecie pilzneńskim w województwie sandomierskim.
Jedlicze należy do Miejskiego Obszaru Funkcjonalnego miasta Krosna. Obszar ten liczy 115 tys. mieszkańców.
Według danych GUS z 1 stycznia 2024 r. miasto liczyło 5530 mieszkańców, będąc 27. najludniejszym miastem w województwie.

## Historia
Genezy nazwy miejscowości doszukiwać się można w prasłowiańskim słowie „jedla”, które oznacza jodłę. Nazwa ta została podczas zaboru austriackiego przekształcona na bliższe miejscowemu językowi Jedlicze.
Osada powstała u schyłku XIV wieku. Odnotowana była w 1409. W pierwszych wzmiankach, poświadczających istnienie miejscowości, wymieniony został w 1410 sołtys Piotr z Jedlicza, jako uczestnik bitwy pod Grunwaldem. W tych czasach Jedlicze było własnością rodu Mleczków i Bączalskich. W 1427 w miejscowych dokumentach figuruje Piotr Mleczko z Jedlicza (właściciel Polanki 1429-1435), który pożycza szlachetnemu Fryderykowi z Jaćmierza 100 marek. W 1464 Mikołaj Mleczko z Jedlicza sprzedał wolne użytkowanie lasu w Polance Klemensowi Zebrzydowskiemu. W 1530 Jedlicze należało jeszcze do Mikołaja Mleczki i Stanisława Bączalskiego. W 1536 do parafii Jedlicze należały wsie szlacheckie Polanka i Żarnowiec, jako własność Mikołaja Żarnowieckiego. Jemu to bp Piotr z Chrząstowa darował Pałac Biskupi w Krośnie na czas jego życia. Przy tym zobowiązał bliskich dziedzica, aby po śmierci Żarnowieckiego budynek przekazać biskupowi przemyskiemu.
Pod koniec XVI wieku właścicielem Jedlicza był Justus Romer z Chyżowa, który utworzył w 1598 prebendę, zaś w 1630 właścicielem Jedlicza był Jan Bączalski. W 1655 i 1657 miejscowość splądrowały wojska szwedzkie i siedmiogrodzkie. W 1680 dziedzicem Jedlicza był Piotr Wielowiejski, a następnie była w posiadaniu rodziny Wielowiejskich. Przy ogólnej tendencji do zakładania miast, rodzina Wielowiejskich starała się o nadanie praw miejskich osadzie. Remigiusz Wielowiejski w 1740 zbudował w Jedliczu kościół. W II poł. XVIII wieku wieś stanowiła własność Karnickich, za których staraniem Jedlicze w 1768 otrzymało prawa miejskie. Stanisław August Poniatowski potwierdził nadanie tych praw, m.in. do urządzania pięciu jarmarków rocznie. W kwietniu 1769 na Ziemi Krośnieńskiej pod Jedliczem, odbył się zjazd szlachty zawiązującej konfederację. Szlachta wybrała marszałkiem konfederacji Adama Parysa (ok. 1740-1817). Oficjalne wybory na konfederackiego marszałka sandomierskiego, odbyły się w Pilźnie. 5 kwietnia 1770 rozegrała się bitwa pod Jedliczem konfederackiego oddziału Mączyńskiego przeciw wojskom rosyjskim Jełczaninowa.
W czasie zaborów Jedlicze utraciło prawa miejskie. W pierwszej połowie XIX wieku Jedlicze stało się własnością rodziny Stojowskich. Adam Stojowski, dziedzic Jedlicza, wspierał działalność emisariuszy Edwarda Dembowskiego i był jednym z organizatorów Gwardii Narodowej. Od Ewy Stojowskiej Jedlicze nabył przemysłowiec naftowy Seweryn Stawiarski, który zakupił również: Wolę Dębowiecką (odziedziczoną potem przez Waleriana Stawiarskiego), Załęże koło Osieka (w 1871) i majątek po Ignacym Łukasiewiczu – Chorkówkę (w 1882). W latach 1872–1884 wybudowano linie kolejowe przez Jedlicze: ze Stróż do Zagórza, a w 1890 łączącą Rzeszów z Krosnem ze stacją kolejową. Wraz z wybudowaniem w latach 1899–1902 dużej rafinerii ropy naftowej Jedlicze zaczęło nabierać większego znaczenia gospodarczego. Walerian Stawiarski miał spółkę Co. „Fabryka Nafty w Krośnie” w latach 1922–1925. Jego ród był ostatnim właścicielem Jedlicza.
8 września 1939 bataliony 1 pułku Strzelców Podhalańskich skoncentrowały się w rejonie Jedlicza, skąd rozpoczęły odwrót na wschód w kierunku Lwowa.

W czasie okupacji 25 lutego 1942 w Pałacu Stawiarskich Gestapo z Krakowa aresztowało: pisarza Kazimierza Zdziechowskiego, hr. Władysława Krasickiego, dr. Stanisława Żejmo-Żejmisa, oficera ZWZ Rudka z Krakowa i Adama Stanisława Mickiewicza – męża córki Marii Konopnickiej, a w następnych dniach, na plebanii: ks. Józefa Przybylskiego, prof. Stefana Firleja oraz hr. Tadeusza Dzieduszyckiego (6 lutego 1995 odsłonięto tablicę upamiętniającą aresztowanych i zamordowanych w Auschwitz-Birkenau).

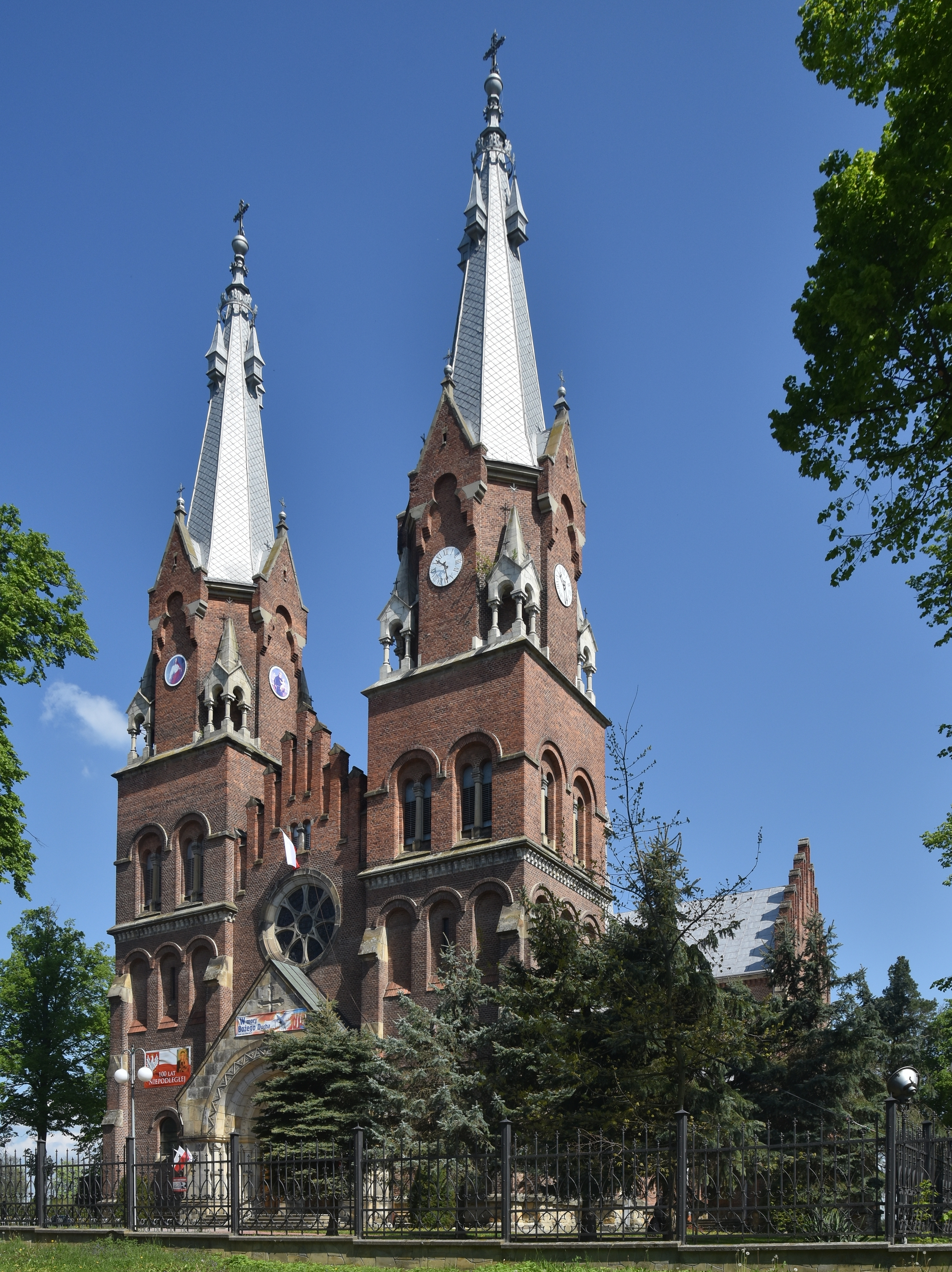
Kościół parafialny
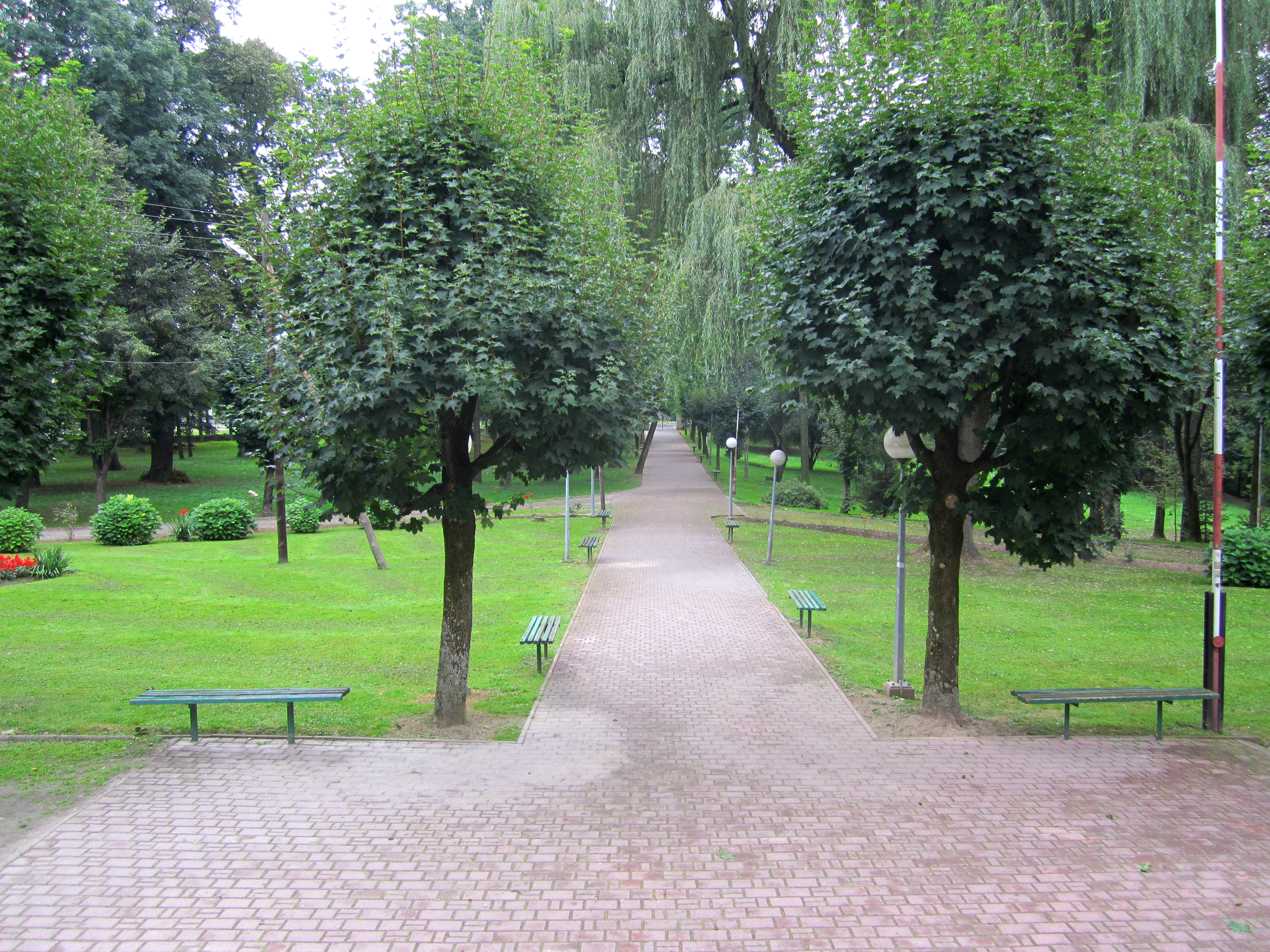
Park w zespole pałacu Stawiarskich
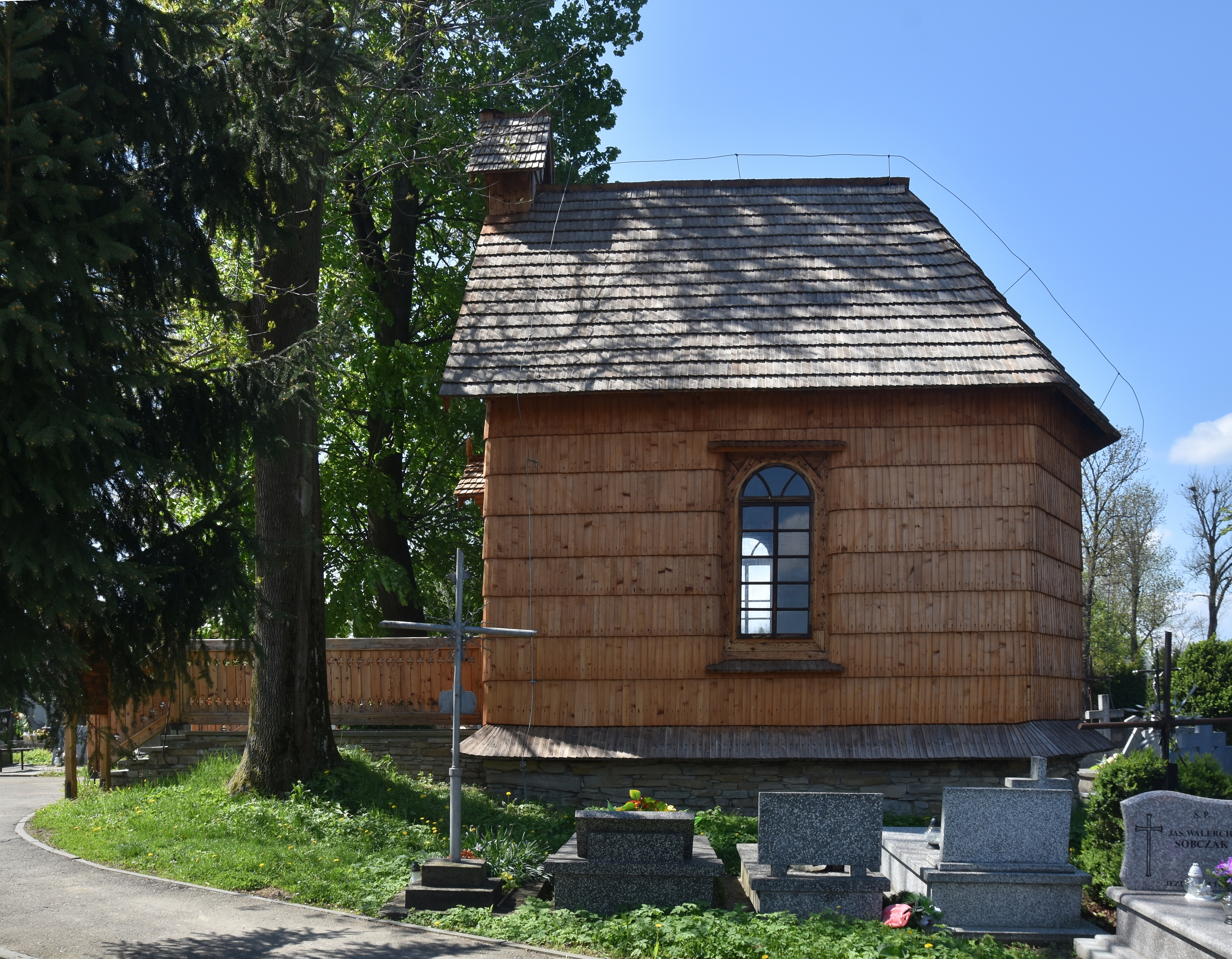
Kaplica cmentarna

W 1942 Niemcy zlikwidowali getto, wywożąc ok. 200 Żydów do Warzyc.
W roku 1944 gestapo jasielskie rozstrzelało w Jedliczu 22 mężczyzn, najprawdopodobniej więźniów z Jasła w odwecie za zastrzelenie policjanta. Zwłoki pomordowanych leżały dwa dni na drodze jako przestroga dla ludności. Ciała ofiar złożono do wspólnej mogiły przy drodze do Długiego. W Jedliczu działała Placówka AK Jaśmin, Jaga, OP-15, która brała udział w wielu akcjach. Placówką dowodził por. Józef Domaniecki Szczerba (do I 1942), a następnie chor. Franciszek Kaczkowski Dragat (od II 1942 do IX 1944). Do największej akcji na terenie gminy należało zaatakowanie, w kwietniu 1943, szkoły ukraińskich Werkschutzów, później wcielonej do SS „Galizien”, oraz wysadzenie torów kolejowych w lecie 1944. Wykoleiło się wówczas 13 wagonów z bronią i amunicją przeznaczoną dla frontu wschodniego. Po por. Domanieckim komendę placówki przejął ppor. Stanisław Betlej (1910 – 22 kwietnia 1945) ps. „Lampart”, „Sierp”, który dowodził placówką w Akcji „Burza” i wspólnie z placówkami w Krośnie („Korzeń”) i Korczynie („Konwalia”), wystawił 2 batalion 6 Pułku Strzelców Podhalańskich, biorący udział w zgrupowaniu w Odrzykoniu i w walkach w okolicach Iwonicza.
Jedlicze prawa miejskie uzyskały ponownie w 1967 r.
W 1968 roku na budynku szkoły podstawowej odsłonięto tablicę pamiątkową ku czci Armii Ludowej.
W latach 1975–1998 miasto administracyjnie należało do woj. krośnieńskiego.

## Osiedla
Jedlicze ma 3 osiedla: Jedlicze-Centrum, Jedlicze-Męcinka, Jedlicze-Borek.

## Demografia
Według danych z 2012 r. miasto miało 5788 mieszkańców.

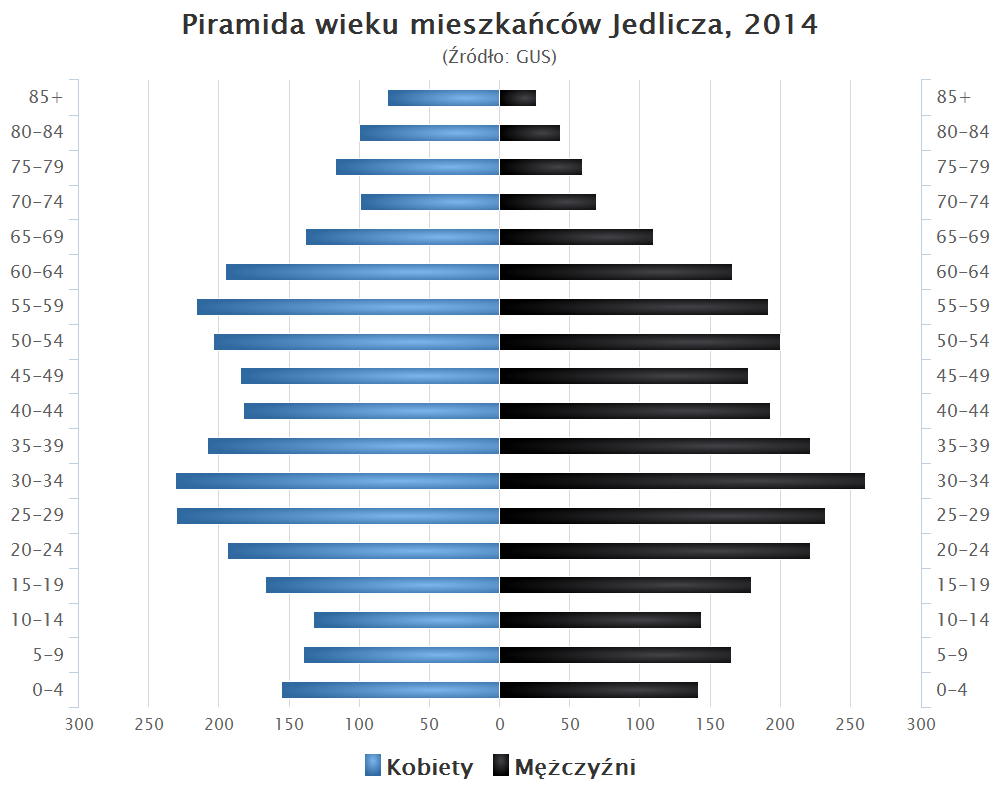
Piramida wieku mieszkańców Jedlicza w 2014 roku

## Architektura
W Jedliczu warto zobaczyć neogotycki kościół z 1925, a także zespół pałacowo-parkowy. W Pałacu Stawiarskich z 1925 mieści się Liceum Ogólnokształcące im. Marii Konopnickiej. Na uwagę zasługuje również neogotycka kaplica cmentarna z 1864. Na tutejszym cmentarzu pochowane są dwie córki Marii Konopnickiej – Laura Pytlińska (zm. 1935) i Zofia Mickiewiczowa (zm. 1956). Tu także spoczywa Stanisław Betlej oraz znajduje się zbiorowa mogiła 22 bezimiennych patriotów, rozstrzelanych przez Niemców. Spoczywała tu również aktorka Wanda Siemaszkowa, zmarła w Jedliczu w 1947.
Dworek z XVIII wieku w Żarnowcu, w którym mieszkała Maria Konopnicka został jej przekazany jako dar narodu polskiego w dwudziestopięciolecie twórczości pisarskiej. Jest on pięknie położony w parku krajobrazowym, na stromej skarpie, tuż obok rzeki Jasiołki. W dworku mieści się Muzeum Biograficzne im. Marii Konopnickiej.

## Oświata i kultura
Placówki oświatowe w Jedliczu to: Przedszkole Samorządowe, Niepubliczne Przedszkole Sióstr Michalitek, Zespół Szkół Publicznych (szkoła podstawowa i gimnazjum), Liceum Ogólnokształcące im. Marii Konopnickiej, Zespół Szkół im. Armii Krajowej. W mieście działa także Gminny Ośrodek Kultury i Gminna Biblioteka Publiczna im. Kaspra Wojnara.

## Media
- Jedlicze24.pl – lokalny portal informacyjny, który swoim zasięgiem obejmuje gminę Jedlicze i część powiatu krośnieńskiego. Rozpoczął działalność w 2012 roku[9].

## Wspólnoty wyznaniowe
- Kościół rzymskokatolicki:
  - Parafia św. Antoniego Padewskiego w Jedliczu[10]
- Świadkowie Jehowy:
  - zbór Jedlicze[11]

## Dojazd
Do Jedlicza można dojechać liniami komunikacji miejskiej Krosna „2”, „11”, „16” i nocną „N1”. Dojazd oferują także busy.
Ponadto dojechać można komunikacją PKP od strony Jasła oraz od strony Sanoka (linia kolejowa 108).

## Sport
- klub piłkarski ZKS Nafta Jedlicze[12]
- Obiekty sportowe: Stadion ZKS Nafta Jedlicze – boisko ze sztuczną nawierzchnią, hala sportowa.

## Miasta partnerskie
- Mallersdorf-Pfaffenberg,  Niemcy[13]